# Moses Mendelssohn Stiftung
Die Moses Mendelssohn Stiftung ist eine gemeinnützige Stiftung mit Sitz in Erlangen.

## Entstehung und Tätigkeitsfelder
Die Moses Mendelssohn Stiftung, in der Tradition der 1929 gegründeten „Moses Mendelssohn Stiftung zur Förderung der Geisteswissenschaften“ stehend, wurde als Familienstiftung im Jahr 2001 von Julius H. Schoeps reaktiviert und fördert Bildung, Erziehung, Wissenschaft und Forschung auf dem Feld der deutsch-jüdischen sowie europäisch-jüdischen Geschichte und Kultur. Sein Bruder, der Immobilienunternehmer Manfred Schoeps hat 30 Mio. Euro seiner Frankonia-Immobiliengruppe in die Moses-Mendelssohn-Stiftung eingebracht. Sie ist nach dem Berliner Aufklärungsphilosoph Moses Mendelssohn benannt, der ein Vorfahre der Brüder Schoeps war. Die Stiftung ist bemüht, im Sinne des Gemeinwohls in Wissenschaft und Kultur neue Entwicklungen anzuregen sowie Kreativität und Engagement auf verschiedenen gesellschaftlichen Feldern zu ermöglichen.
Die Stiftung ist auf folgenden Feldern aktiv:
- Bildungsaktivitäten und Forschungsvorhaben auf dem Feld der deutsch-jüdischen und europäisch-jüdischen Geschichte und Kultur
- Maßnahmen zur internationalen Völkerverständigung
- Projekte im Bereich der Denkmalpflege
- Bau und Betrieb von Studentenwohnheimen[1] und Altenpflegeeinrichtungen

Ein besonderer Schwerpunkt liegt in der Förderung von Projekten der Moses Mendelssohn Akademie und des Berend Lehmann Museums in Halberstadt sowie der Samson-Schule in Wolfenbüttel. Gefördert werden daneben auch Ausstellungen im In- und Ausland, die zu dem Zweck konzipiert werden, wissenschaftliche Erkenntnisse auf dem Feld der europäisch-jüdischen Studien populär umzusetzen.